# MÁV M32 sorozat
A MÁV M32 sorozat (iparvasútaknál A28) egy magyar gyártású, C tengelyelrendezésű dízel tolatómozdony. Beceneve „Gokart”.

## Története
A MÁV a Ganz–MÁVAG-ban 1972-től gyártott háromtengelyes, merevkeretes, könnyű tolató- és mellékvonali tehervonati szolgálatra tervezett dízel-hidraulikus mozdonyból 56 darabot szerzett be. A  mozdonyba épített 8 hengeres, V elrendezésű Ganz-Jendrassik motor teljesítménye 275 kW. A tolató-vonali átkapcsolóval – a sebesség felezése mellett – a vonóerő megkétszerezhető. A sorozat érdekessége, hogy előre és hátra iránynak külön hidraulikus hajtóműve van, ezért a mozdonynak nincs fogaskerekes irányváltója.
Ma a mozdonysorozat a MÁV-nál (a MÁV M28 és a MÁV M31 sorozathoz hasonlóan) csak marginális szerepet tölt be, vonalra személyvonatokkal vagy tehervonatokkal nem megy ki. 14 darab maradt még állományban. A legnagyobb számban Nyíregyháza fűtőházában üzemelnek, de ilyen mozdonyt használnak tolatásra a Füstiben (2055) is. Egy megőrzésre kijelölt, zöld színű mozdony (2040) a Vasúttörténeti Parkban található.
A jelenlegi[mikor?] állomány:
| Honállomás                 | Állomásított mozdonyok | Megjegyzés                                                  |
| -------------------------- | ---------------------- | ----------------------------------------------------------- |
| Istvántelek                | 2001                   |                                                             |
| Nyíregyháza                | 2006, 2037             |                                                             |
| Máv Nosztalgia             | 2040, 2042             |                                                             |
| Magyar Vasúttörténeti Park | 2055                   |                                                             |
| Szolnok                    | 2033, 2035             | A 2033 az A28-021 pályaszámot viseli.                       |
| Békéscsaba                 | 2057                   |                                                             |
| Szeged                     | 2009                   | 2018-ban selejtezve, nincs még elbontva                     |
| Martfű                     | 2016                   | Igen viseletes állapotban, dolgozik.                        |
| Miskolc                    | 2031                   |                                                             |
| Debrecen                   | 2044                   |                                                             |
| Helvécia                   | 2054                   | A28-020 pályaszámot viseli, az Állami Gazdasághoz tartozik. |

## Iparvasúti használat
Az ugyanilyen szerkezetű iparvasúti járművek sorozatjele A28. A mozdonynak készült robbanásbiztos kivitelű változata is, tűzveszélyes üzemek (pl. kőolajfinomítók) részére. A magyar iparvasútakon legkevesebb 28 db A28-as szolgált, ezek egy részét mára már törölték az állományból.

## Képek

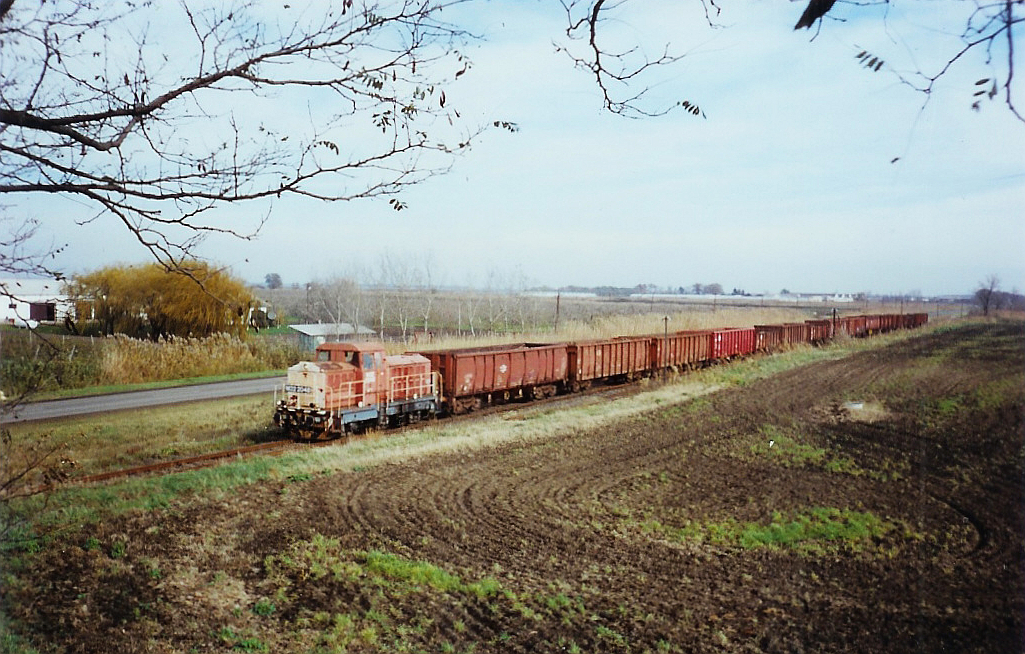
M32 mozdony vontatta cukorrépa-szállító tehervonat Kántor-halomnál
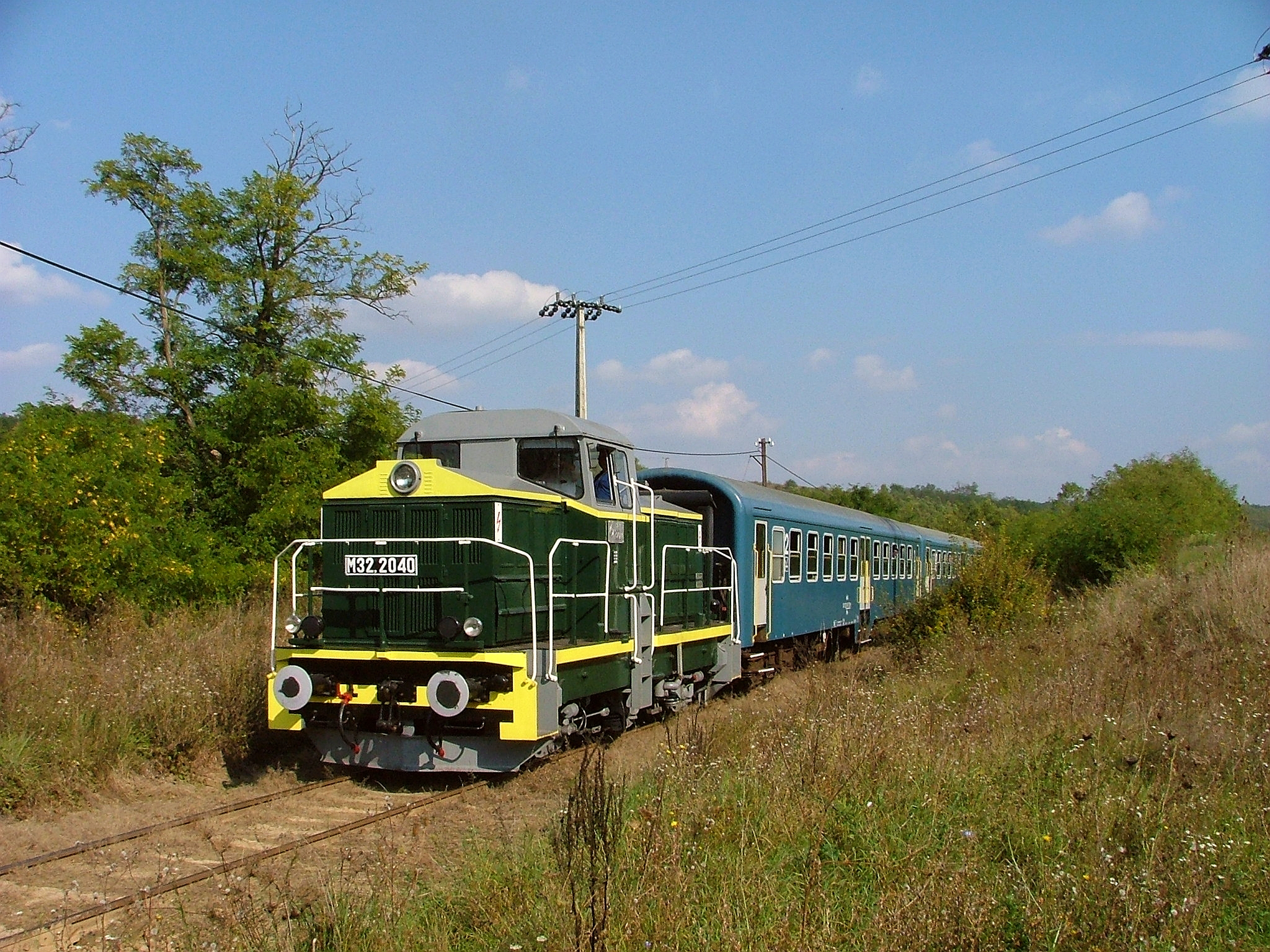
M32-es az első Trains.hu fotóvonattal
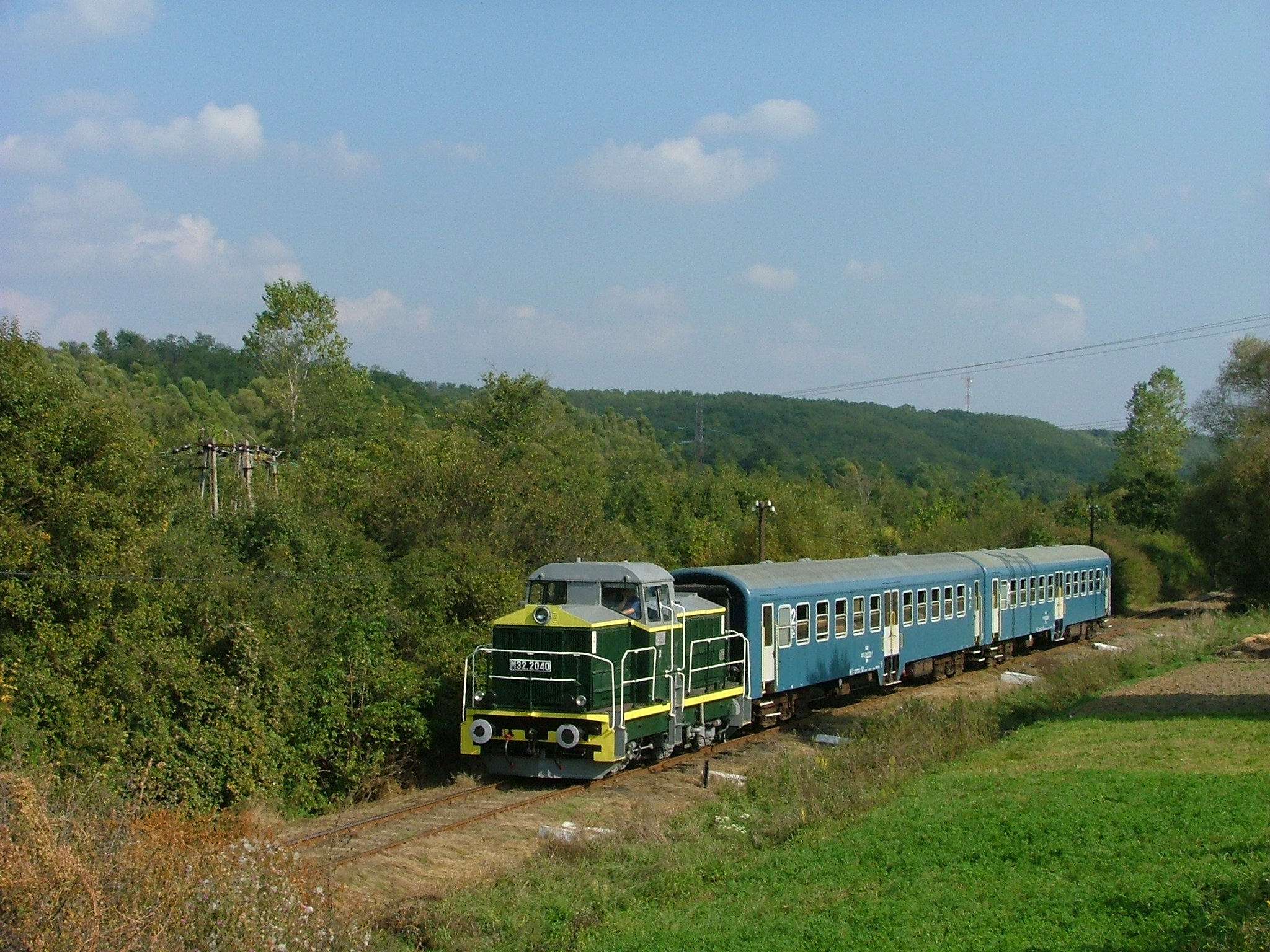
M32-es az első trains.hu fotóvonattal
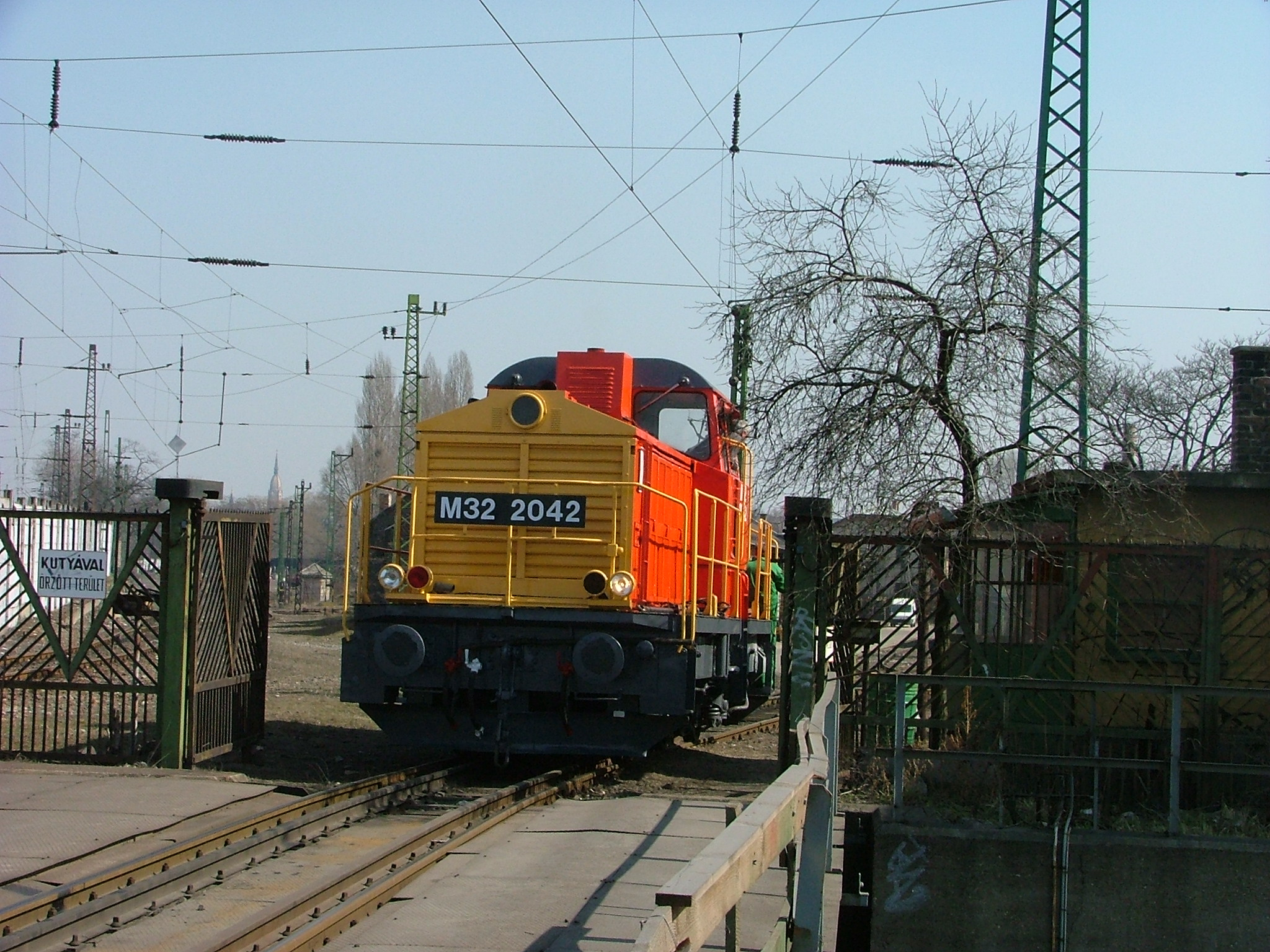
Az Északi Járműjavító M32-es mozdonya
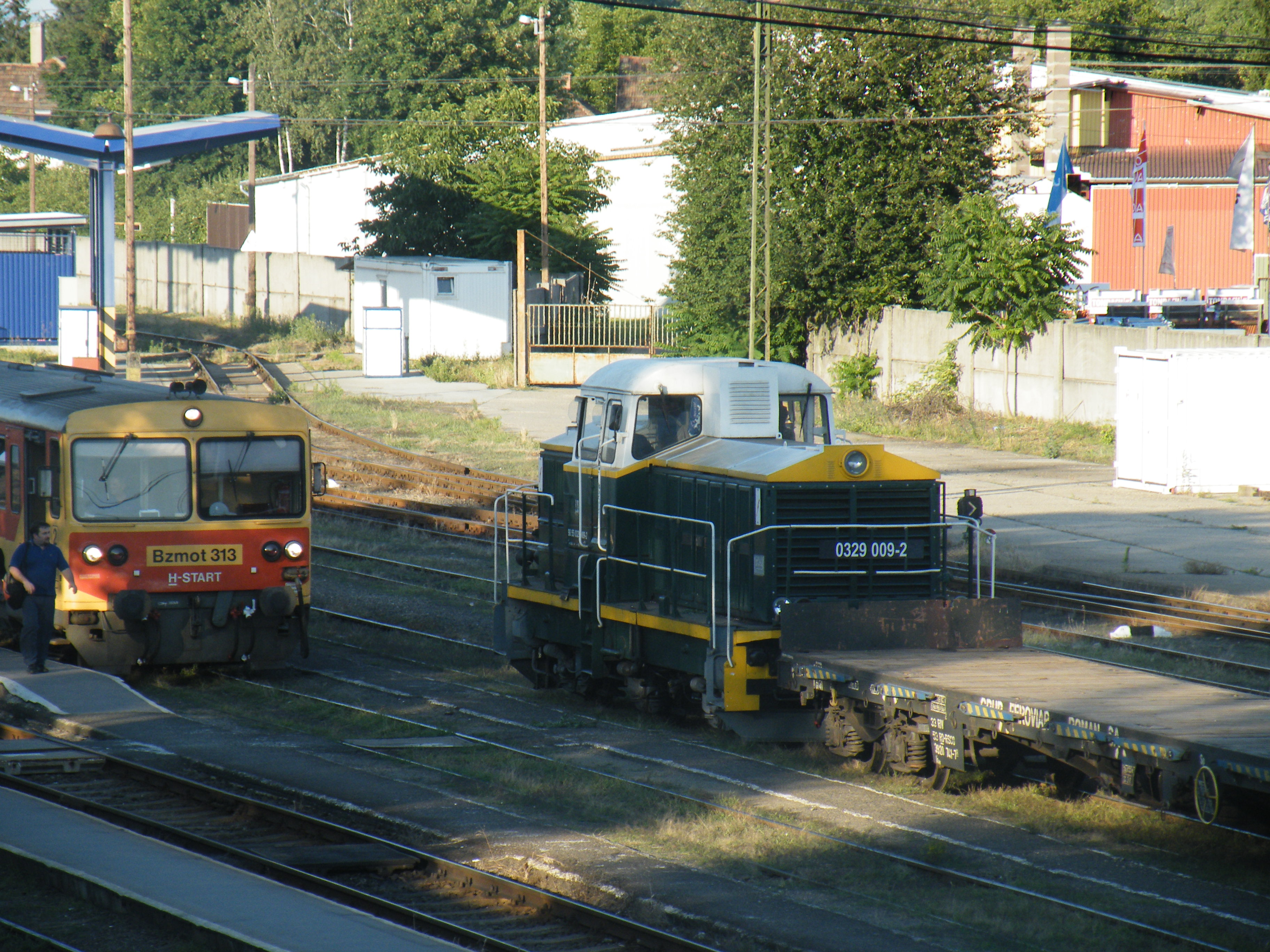
MVÁ magánvasút-társaság M32-ese a balassagyarmati vasútállomáson